# 佩列柳布區
51°51′N 50°21′E / 51.850°N 50.350°E
佩列柳布區（俄语：Перелюбский район），是俄羅斯的一個區，位於該國西南部，由薩拉托夫州負責管轄，始建於1928年7月23日，面積3,700平方公里，2010年人口14,747，人口密度每平方公里3.99人。